# Distrito de Chalhuanca
El Distrito de Chalhuanca es uno de los 17 distritos de la Provincia de Aymaraes  ubicada en el departamento de Apurímac, bajo la administración del Gobierno regional de Apurímac, en el sur del Perú.
Desde el punto de vista jerárquico de la Iglesia católica forma parte de la Diócesis de Abancay la cual, a su vez, pertenece a la Arquidiócesis de Cusco.

## Historia
El distrito fue en los primeros años de la República.

## Autoridades

### Municipales
- 2011-2014:[3]
  - Alcalde: Jaime Antonio Torbisco Martínez, del Movimiento Poder Popular Andino (PPA).
  - Regidores: Jorge Iván Hinojosa Marquina (PPA), Freddy Ronal Oscco Evarven (PPA), Agustín Soria Carpio (PPA), Eugenia B. Taipe Soto (PPA), Vicente Ladislao Hinojosa Pérez (Kallpa), Zoraida Calluche Sullcarani (Apurímac Unido).

## Patrimonio
- Fiesta Señor de Ánimas: Es una festividad realizada en el pueblo de Chalhuanca, Perú, entre el 1 de julio al 5 de agosto. Fue declarado por el Ministerio de Cultura como Patrimonio Cultural de la Nación.[4][5]

## Lugares de interés
- Baños termales de Pincahuacho: Las temperaturas de las aguas pueden alcanzar temperaturas de 73 °C. Se les atribuye propiedad para tratar el reumatismo y la bronquitis. Son clasificadas con Ph neutro, ligeramente alcalina.[6][7][8]